# Конституційний суд Литви
Конституційний Суд Литовської Республіки (лит. Lietuvos Respublikos Konstitucinis Teismas) — орган конституційного контролю в Литві, створений Конституцією Литовської Республіки 1992; рокозпочав свою діяльність після прийняття Закону про Конституційний Суд Литовської Республіки 3 лютого 1993 року. З моменту свого заснування Суд розташований у місті Вільнюс, на проспекті Гедиміна .
Основним завданням суду є судовий розгляд. Тому він може визнати акти Сейму неконституційними і зробити їх недійсними. Таким чином, він дуже схожий на Конституційний Суд України за своїми функціями та повноваженнями.
Його юрисдикція зосереджена на конституційних питаннях, цілісності Конституції. Крім того, він приймає рішення щодо відповідності актів Уряду Литовської Республіки законам, відповідності Конституції міжнародних угод, а також їх ратифікації, та приймає остаточне рішення щодо порушень при голосуванні.

## Діяльність
Суд відіграв значну роль у розвитку правової системи Литви, визнавши ряд національних законів неконституційними. 31 березня 2004 року він видав постанову про визнання порушення присяги президентом Роландасом Паксасом. Він був відсторонений Сеймом Литовської Республіки від посади після імпічменту 6 квітня 2004 року; це був перший успішний випадок імпічменту глави держави в історії Європи. У постанові Конституція трактується як така, що забороняє особі, яка визнана винною у порушенні присяги, вступати на будь-яку майбутню посаду на державній службі, що вимагає складання присяги.

## Склад
До складу суду входять дев'ять суддів, обраних Сеймом на дев'ятирічний термін без можливості поновлення посади в майбутньому. Право на призначення мають лише громадяни Литви з бездоганною репутацією, які мають юридичну освіту та прослужили щонайменше 10 років у юридичній професії або у сфері юридичної освіти. Зазвичай на цю посаду претендують відомі вчені-юристи та висококваліфіковані судді. Кандидати висуваються Головою Сейму, Президентом Литви та Головою Верховного Суду Литовської Республіки, по 3 особи кожен. Сейм призначає Голову Суду з числа суддів за поданням Президента держави.